# Miskolc főispánjainak listája
Miskolc főispánjainak listája a Miskolc, mint törvényhatósági jogú város (1909–1950) főispánjainak nevét, és a pozíció betöltésének kezdő, illetve záródátumát tartalmazza.
Miskolcot 1909. január 1-jén nyilvánították törvényhatósági jogú várossá, ami a köztörvényhatóságok rendezéséről szóló törvény alapján lehetővé tette, hogy a település élére a vármegyétől függetlenül működő főispánt nevezzenek ki. Az első főispánt még a város törvényhatósági bizottságának és tisztikarának megalakítása időszakában, 1908. november 26-án nevezték ki Kubik Béla személyében - aki egyébként Borsod vármegye főispáni tisztségét is ellátta 1906 óta.
A kinevezések egymásutánisága egy ízben szakadt meg: 1919. március 21. és 1919. augusztus 1. között, a Magyarországi Tanácsköztársaság idején Miskolcnak főispánja nem volt. De tulajdonképpen személyi oldalról csak részben beszélhetünk megszakadásról, mert Reisinger Ferenc - akit 1918 utolsó napjaiban neveztek ki a főispáni teendők ellátására felhatalmazott miskolci kormánybiztossá - tagja lett a város direktóriumának is. A román megszállás idején igyekeztek visszaállítani a közigazgatás tanácsköztársaság előtti állapotát, de Gedeon Aladár kormánybiztosi kinevezésére csak 1919. szeptember 2-án került sor.
A lenti listában szerepel egy összesítés, ami azt mutatja, hogy melyik főispán hány napig látta el a feladatát. Egy esetben azonban ez az időtartam nem számolható ki: Pünkösti Mihály nyilas ügyvédet 1944. október 27-én nevezték ki, a felmentéséről azonban nem született határozat: őt egyszerűen elsodorta a front. A Vörös Hadsereg 1944. december 3-án vonult be a városba, a nyilas kormánymegbízott már jóval ezt megelőzően távozhatott (vélhetően már november 9-én), tehát alig néhány hétig látta el a főispáni teendőket a városban. A főispáni pozíció a világháború lezártát követően is fennállt, egészen a városi tanács megalakulásáig, vagyis a törvényhatósági jogú városi cím megszűnéséig (1950). Ekkor Mazár Ferenc volt Miskolc város és Borsod-Abaúj-Zemplén megye főispánja is egyben; ő a megyei tanács végrehajtóbizottsága elnökeként (megyei tanácselnökként) folytatta politikusi pályáját, a városi tanácselnök pedig Benyák Béla lett.

## Főispánok listája
| #  | kép | név                             | megjegyzés                                                                                         | kezdet              | befejezés            | hossz    |
| -- | --- | ------------------------------- | -------------------------------------------------------------------------------------------------- | ------------------- | -------------------- | -------- |
| 1  |     | Kubik Béla (1860–1914)          | 1906 óta Borsod vármegye főispánja is                                                              | 1908. november 26.  | 1910. február 5.     | 436 nap  |
| 2  |     | Vay Elemér (1855–1931)          | Borsod vármegyei főispán is                                                                        | 1910. február 17.   | 1912. október 10.    | 966 nap  |
| 3  |     | Tarnay Gyula (1855–1929)        | korábban borsodi alispán, majd Borsod vármegyei főispán is                                         | 1912. december 1.   | 1917. június 14.     | 1656 nap |
| 4  |     | Nagy Ferenc (1880–1937)         | Miskolc polgármestere volt 1912 óta                                                                | 1917. július 31.    | 1917. szeptember 26. | 57 nap   |
| 6  |     | Gedeon Aladár (1882–?)          | első alkalommal                                                                                    | 1917. október 19.   | 1918. december 29.   | 436 nap  |
| 5  |     | Reisinger Ferenc (1880–1964)    | a tanácsköztársaság alatt a direktórium tagja                                                      | 1918. december 29.  | 1919. március 21.    | 82 nap   |
| 6  |     | Gedeon Aladár (1882–?)          | második alkalommal, Abaúj-Torna, Borsod, Gömör és Kis-Hont, továbbá Zemplén vármegyék főispánja is | 1919. szeptember 2. | 1920. május 22.      | 263 nap  |
| 11 |     | Lichtenstein László (1875–1949) | első alkalommal - augusztus 24-ig kormánybiztosként                                                | 1920. május 22.     | 1922. szeptember 9.  | 746 nap  |
| 7  |     | Puky Endre (1871–1941)          | Abaúj-Torna vármegye főispánja is                                                                  | 1922. szeptember 9. | 1924. február 7.     | 516 nap  |
| 8  |     | Soldos Béla (1885–?)            | Borsod, Gömör és Kishont közigazgatásilag egyelőre egyesített vármegyék főispánja is               | 1924. február 7.    | 1926. június 5.      | 849 nap  |
| 9  |     | Mikszáth Kálmán (1885–1950)     | | 1926. június 5.     | 1932. október 29.    | 2338 nap |
| 11 |     | Lichtenstein László (1875–1949) | második alkalommal                                                                                 | 1932. október 29.   | 1935. október 29.    | 1095 nap |
| 10 |     | Lukács Béla (1892–1958)         | | 1935. október 29.   | 1938. december 10.   | 1138 nap |
| 11 |     | Lichtenstein László (1875–1949) | harmadik alkalommal                                                                                | 1938. december 17.  | 1944. április 26.    | 1957 nap |
| 12 |     | Borbély-Maczky Emil (1887–1945) | | 1944. április 26.   | 1944. október 27.    | 184 nap  |
| 13 |     | Pünkösti Mihály (1906–1992)     | felmentésére nem került sor, a front közeledtével elmenekült                                       | 1944. október 27.   |                      | n/a      |
| 14 |     | Tóth Béla (1888–1966)           | Borsod vármegye főispánja is                                                                       | 1945. január 12.    | 1945. március 24.    | 71 nap   |
| 15 |     | Oszip István (1897–1973)        | Borsod, majd Borsod-Gömör vármegye főispánja is                                                    | 1945. március 24.   | 1947. november 14.   | 965 nap  |
| 16 |     | Csacsovszky József (1885–1949)  | | 1947. november 14.  | 1948. május 15.      | 183 nap  |
| 17 |     | Fekete Mihály (1906–1986)       | | 1948. május 15.     | 1949. október 22.    | 525 nap  |
| 18 |     | Mazár Ferenc (1901–1972)        | Borsod-Abaúj-Zemplén megye főispánja is                                                            | 1950. március 13.   | 1950. június 15.     | 94 nap   |